# Eritrichium mandshuricum
Eritrichium mandshuricum är en strävbladig växtart som beskrevs av Mikhail Grigoríevič Popov. Eritrichium mandshuricum ingår i släktet Eritrichium och familjen strävbladiga växter. Inga underarter finns listade i Catalogue of Life.